# Wojakówka
Wojakówka (834 m) – szczyt w Paśmie Radziejowej w Beskidzie Sądeckim. Na mapie Geoportalu opisany jest jako Sobel.
Wojakówka znajduje się w zachodnim końcu tego pasma, pomiędzy Suchym Groniem (855 m) a Okrąglicą Północną (785 m). W północno-zachodnim kierunku z Wojakówki do doliny Dunajca opada grzbiet oddzielający dolinkę potoku Sobel od bezimiennego potoku (obydwa uchodzą do Dunajca). Jest porośnięty mieszanym lasem z przewagą buka i znajdują się na obszarze Popradzkiego Parku Krajobrazowego, którego granica przebiega w tym miejscu przez grzbiet. Wschodni stok Wojakówki opada do potoku Brzynka i również porośnięty jest lasem. Znajduje się poza obszarem tego parku. Przez szczyt Wojakówki biegnie granica między wsiami Tylmanowa i Brzyna w województwie małopolskim, w powiecie nowosądeckim, stoki północno-zachodnie należą do wsi Zarzecze. Pomiędzy Wojakówką i Okrąglicą Południową jest należąca do Brzyny polana z jednym gospodarstwem.
Szczyt Wojakówki przez wieki był miejscem na które wywożono zwłoki samobójców. W dawnych czasach nie pozwalano ich chować na poświęcanych cmentarzach, lecz wywożono w najbardziej odległe i bezludne miejsca wsi, np. na szczyty górskie.

## Szlak turystyki pieszej
Szlak turystyczny omija wierzchołek Wojakówki, trawersując go po wschodniej stronie. Widoki tylko z polany po północno-wschodniej stronie Wojakówki.
 żółty: Łącko – przeprawa promowa przez Dunajec – Cebulówka – Okrąglica Północna – Wojakówka – Suchy Groń – Jaworzynka – przełęcz Złotne – Dzwonkówka – Szczawnica.